# كاري تشابمان كات
كاري تشابمان كات (بالإنجليزية: Carrie Chapman Catt)‏ (9 يناير 1859- 9 مارس 1947) كانت  زعيمة أميركية تسعى لمنح المرأة حق الاقتراع، حيث قامت في عام 1920 بحملة من أجل إقرار التعديل التاسع عشر لدستور الولايات المتحدة والذي منح النساء الأمريكيات حق الاقتراع. تولت كات منصب رئاسة الجمعية الوطنية الأمريكية لحق المرأة في الاقتراع، وأسست أيضاً رابطة النساء الناخبات والتحالف الدولي للمرأة، وقامت أيضاً في عام 1919 "بقيادة جيش من النساء المستنزفات للضغط على الكونغرس من أجل تمرير التعديل الدستوري الذي يمنحهن حق التصويت واستطاعت في عام 1920  إقناع المجالس التشريعية في الولاية بالتصديق عليه " وأصبحت واحدة من أشهر النساء في الولايات المتحدة في الولايات المتحدة في النصف الأول من القرن العشرين وكانت موجودة في جميع قوائم النساء الأمريكيات الشهيرات.

## حياتها المبكرة

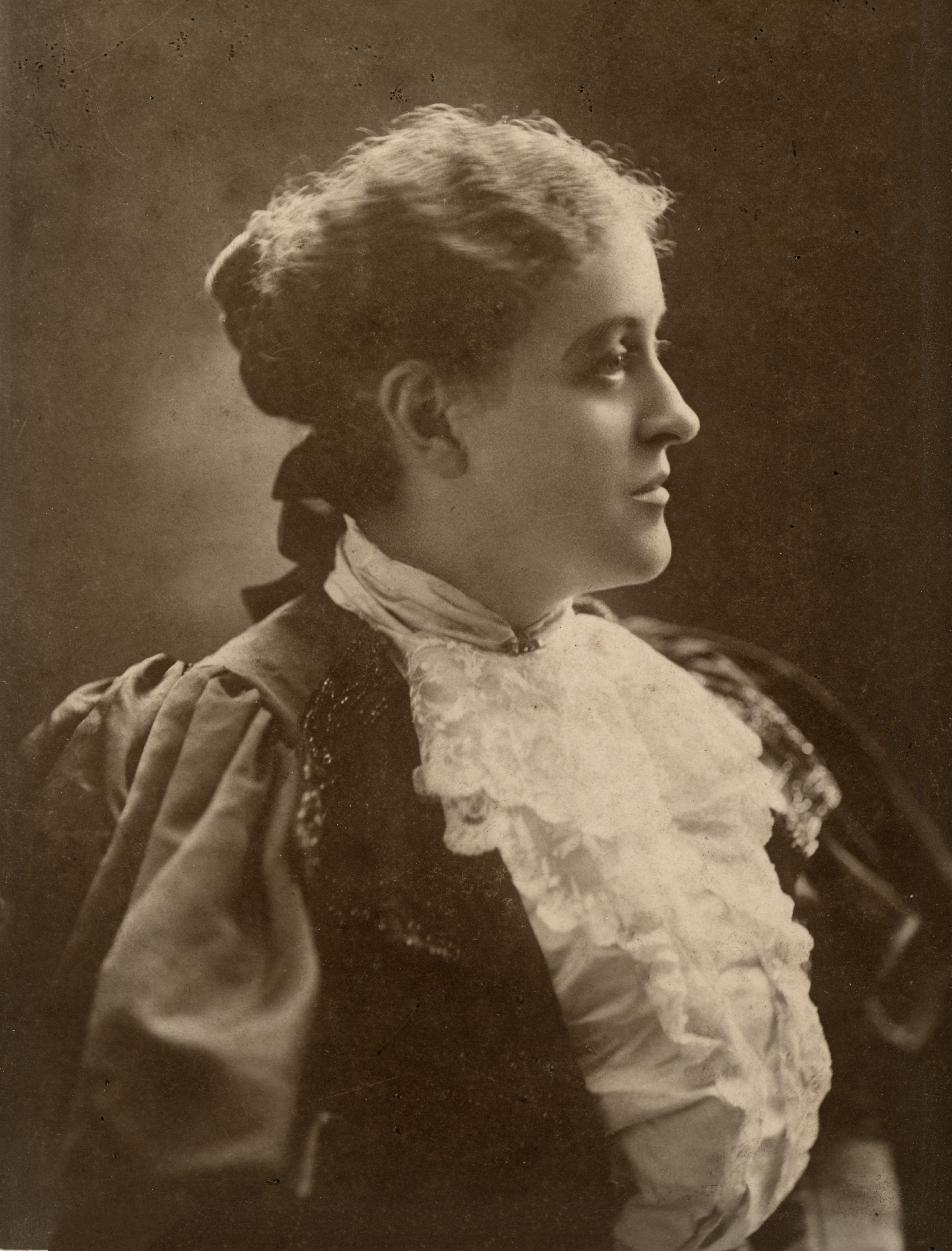
كاري تشابمان كات

ولدت كات كاري كلينتون لين في ريبون في ويسكونسن، وكانت ابنة لماريا لويزا (كلينتون) ولوسيوس لين. أمضت كات طفولتها في مدينة تشارلز سيتي بولاية أيوا ثم انتقلت إلى ولاية أيوا في سن السابعة حيث بدأت مدرستها. اهتمّت كات أثناء طفولتها بالعلم وأرادت أن تصبح طبيبة، ولكن بعد تخرجها من المدرسة الثانوية التحقت بكلية ولاية أيوا الزراعية في أميس في أيوا (والتي تسمّى الآن جامعة ولاية أيوا).
انضمت كات أيضاً إلى جمعية الهلال الأدبية، وهي منظمة طلابية تهدف لتطوير مهارات تعلم الطلاب وثقتهم بنفسهم، وعلى الرغم من أنه لم يُسمح للنساء بالتحدث في الاجتماعات، إلا أنها تحدت القواعد وتحدثت أثناء أحد النقاشات. بدأ الحديث بعد هذه المداخلة، حول مشاركة المرأة في المجموعة، وأدى في النهاية إلى حصول المرأة على حق التحدث في الاجتماعات. كانت كات أيضاً عضواً في «بي بيتا فاي»، وأنشأت نادياً لمناقشة أمور الفتيات ودعت إلى مشاركة المرأة في التدريبات العسكرية.
تخرجت كات في 10 نوفمبر 1880 بدرجة البكالوريوس في العلوم، بعد أن أمضت أربع سنوات في ولاية أيوا وكانت الأنثى الوحيدة في فصلها الجامعي، ولكن في ذلك الوقت لم يكن يوجد بجامعتها نظام «الفاليدوكتوريانز» والذي يقوم على منح الطالب المتفوق فرصة التحدث بالنيابة عن زملائه المتخرجين، ولذلك ترتيبها على فصلها بقي غير معروف.
عملت كات بعد التخرج ككاتبة قانونية، قبل أن تصبح معلمة ومن ثم في عام 1885 أصبحت مديرة للمدارس في مدينة ماسون في أيوا لتصبح أول أنثى تتولّى هذا المنصب في المقاطعة. تزوجت كات في فبراير 1885 من محرر صحيفة ليو تشابمان وانتقلت للعيش معه في كاليفورنيا، ولكنه توفي في أغسطس 1886 بعد إصابته بحمى التيفوئيد، وبقيت بعد ذلك لفترة في سان فرانسيسكو حيث عملت هناك كأول أنثى تعمل كمراسلة صحفية للمدينة، ولكنها عادت بعد ذلك إلى ولاية ايوا في عام 1887، ثم في عام 1890 تزوجت من جورج كات وهو مهندس ثري وخريج من جامعة ولاية أيوا. شجعها زوجها على المشاركة في دعم حق المرأة في الاقتراع وسمح لها زواجهم بقضاء جزء كبير من كل عام على الطريق من أجل حملاتهم لدعم حق الاقتراع، وكان لهذا جزء كبير في انخراطها في الموضوع في أواخر 1880.

## حق المرأة في الاقتراع

### الرابطة الوطنية لحقوق المرأة الأمريكية
عادت كات في عام 1887 إلى مدينة تشارلز حيث نشأت، وانخرطت هناك في جمعية ولاية آيوا لحق المرأة في الاقتراع، وشغلت من عام 1890 إلى 1892 منصب منظم جمعية ولاية ايوا وسكرتيرة تسجيل المجموعات، وبدأت كات خلال الفترة التي قضتها في منصبها بالعمل على الصعيد الوطني لصالح الحركة الوطنية الأمريكية لحق المرأة في التصويت، وكانت من المتحدثين في مؤتمر 1890 في واشنطن العاصمة. ثم في عام 1892، طلبت سوزان ب.أنتوني من كات أن تخاطب الكونغرس بشأن التعديل المقترح لحق الاقتراع للمرأة.
في عام 1896 وفي مؤتمر الحركة الوطنية الأمريكية لحق المرأة في التصويت وقع نقاش حاد حول كتاب ستانتون بعد أن قدم خصومها بياناً يعلن أن الحركة الوطنية الأمريكية لحق المرأة في التصويت «ليس لها أي صلة رسمية بما يسمى الكتاب المقدس للمرأة»، وأيدت كات البيان جنباً إلى جنب مع آنا هاورد شو (والتي أصبحت فيما بعد رئيسة للمنظمة) وشخصيات بارزة أخرى، وعلى الرغم من معارضة أنتوني القوية والتي زعمت أنه لا توجد حاجة لمثل هذا القرار، فقد تمت الموافقة عليه بأغلبية 54 صوتاً مقابل 41 صوتاً، وحاولت ستانتون بعد ذلك إقناع أنتوني صديقتها القديمة وزميلهتا في العمل بأنه يجب عليهما الاستقالة من مناصبهما، ولكن أنتوني رفضت. ورغم الاحتجاج الكبير على الكتاب إلا ستانتون لم تستقل من الحركة أيضاً!.
نجحت كات في الحصول على منصب رئيسة الحركة الوطنية الأمريكية لحق المرأة في التصويت. وتم انتخابها رئيسة للحركة مرتين، حيث امتدت فترتها الأولى من 1900 إلى 1904 بينما كانت فترتها الثانية من 1915 إلى 1920، حيث استقالت بعد فترة ولايتها الأولى من أجل رعاية زوجها المريض، ثم استأنفت قيادة الحركة الوطنية الأمريكية لحق المرأة في التصويت في عام 1915، حيث كانت الحركة منقسمة بشدة تحت قيادة آنا هوارد شو.
زادت كات خلال سنواتها الأخيرة في القيادة من حجم المؤسسة وتأثيرها. وكشفت في عام 1916 في مؤتمر الحركة في أتلانتيك سيتي في نيو جيرسي عن «خطة الفوز» لجعل أعضاء مجلس الشيوخ وممثلي مختلف الولايات يؤيدون تعديل حق الاقتراع. كانت أهداف حملتها هي الحصول على حق الاقتراع على مستوى الولايات والمستوى الفيدرالي أيضاً، والتنازل عن الاقتراع الجزئي في الولايات التي لا تستجيب للتغيير. أدى عملها في النهاية لفوز الحركة الوطنية الأمريكية لحق المرأة في التصويت بدعم من مجلس النواب ومجلس الشيوخ الأمريكي، وكذلك دعم الدولة للتصديق على التعديل.
ركزت الحركة تحت قيادة كات على النجاح في ولاية واحدة على الأقل في شرق البلاد، حيث كانت الولايات الغربية قد منحت حق الاقتراع للنساء قبل عام 1917، ومن ثم قادت كات حملة ناجحة في ولاية نيويورك والتي وافقت أخيراً على منح حق الاقتراع في عام 1917. اتخذت كات خلال نفس العام والذي دخل به الرئيس ويلسون والكونجرس في الحرب العالمية الأولى قراراً مثيراً للجدل لدعم المجهود الحربي، الأمر الذي أدى إلى تحول آراء الجمهور لصالح الحركة والذين باتوا يُنظر إليهم الآن على أنهم وطنيون. وتلقت حركة دعم حق الاقتراع بعد ذلك في عام 1918 دعم الرئيس وودرو ويلسون بعد الضغط الكبير من قبل كات والحركة الوطنية الأمريكية لحق المرأة في التصويت وتوجت حركة الاقتراع في اعتماد التعديل التاسع عشر للدستور الأمريكي في 26 أغسطس 1920.
ضمن جهودها للفوز بحق المرأة بالاقتراع من قبل الدولة، تضررت كات في بعض الأحيان بسبب التحيزات في ذلك الوقت، وأعربت كات في ساوث داكوتا عن أسفها لأنه بينما تفتقر النساء إلى حق الاقتراع، «يُمنح القاتل سيوكس الحق في الحصول على امتياز وهو مستعد وحريص على بيعه لأعلى مزايد». حثت كات في عام 1894 على تجريد المهاجرين غير المتعلمين من الجنسية، ومن حقهم في التصويت كذلك حيث قالت أنه يجب على الولايات المتحدة «منع الأحياء الفقيرة من التصويت ومنح أصواتهم للمرأة». 
في ميسيسيبي وكارولينا الجنوبية في عام 1919، كانت الحركة الوطنية الأمريكية لحق المرأة في التصويت أكبر منظمة تعمل من أجل حق المرأة في الاقتراع في الولايات المتحدة. أشرفت كات أيضاً على عشرات الحملات بداية من مساعيها الأولى في ولاية أيوا في الثمانينات وحتى آخرها في ولاية تينيسي في عام 1920، وحشدت العديد من المتطوعين (وصل عددهم في النهاية لمليون متطوع)، وتحدثت في مئات الخطابات، تقاعدت كات من عملها في الحركة بعد إقرار التعديل التاسع عشر لدستور الولايات المتحدة.

## دورها خلال الحروب العالمية
كانت كات نشطة في مكافحة الحرب خلال العشرينيات والثلاثينيات من القرن الماضي. وأقامت كات في جونيبر ليدج في مقاطعة ويستشستر في مجتمع باريكليف مانور في نيويورك من 1919 إلى 1928  حيث استقرت في نيو روشيل القريبة في نيويورك.
طُلب من كات وزميلتها في حركة الاقتراع جين أدامز مع بداية الحرب العالمية الأولى  قيادة منظمة تروج للسلام، وكانت كات مترددة في الانضمام إلى حركة السلام ذلك لأنها تعتقد أن هذه القضية يجب على الرجال والنساء التعاون بشأنها، ولكنها دعت على مضض من أجل اجتماع للحصول على دعم من الحركة النسائية، ولنها مع ذلك لم ترغب في أن تكون قائدة المجموعة لأنها اعتقدت أن دعمها لحركة السلام سيضر عملها الدولي من أجل حق الاقتراع وذلك لأن هذا سيعني أن قيادة المجموعة تفضل دولة على أخرى. وجاء القرار بأن الحركة الوطنية الأمريكية لحق المرأة في التصويت ستساعد الحكومة من خلال مساعدة النساء على الاستعداد لتولي الوظائف بينما كان الرجال بعيدون وسيساعدون الصليب الأحمر أيضاً، وأعلنت المجموعة بالإضافة إلى ذلك بأن حق المرأة في التصويت سيظل على رأس أولوياتها، وخلال عام 1917 ظل اهتمام كات متركزاً بشدة على حق المرأة في التصويت مما دفعها إلى التخلي عن عملها مع حركة السلام وهذا ما أدى لبعض التوتر بين كات وناشطين آخرين.
عادت كات بعد إقرار التعديل التاسع عشر ومنح النساء حق التصويت إلى حركة السلام، ذلك لأنها لم ترغب في الانضمام إلى أي منظمة أخرى في ذلك الوقت، وقامت هي ومجموعة من المنظمات الأخرى بتأسيس منظمتهم الخاصة والتي أطلقوا عليها اسم اللجنة الوطنية لمعالجة أسباب الحروب. وقسمت المجموعة أسباب الحرب إلى أربع فئات: أسباب نفسية واقتصادية وسياسية واجتماعية، حيث لم يشملوا استبعاد النساء من السياسة والمجال العام كسبب رئيسي للحرب، وعلى الرغم من إيمان المنظمة بالمساواة بين الرجل والمرأة اعتقدت المنظمة أن وظيفة النساء هي إنهاء الحروب وذلك لأن النساء يُنظر إليهن على أنهن شجعان أخلاقياً على عكس الرجال الذين ينظر إليهم على أنهم شجعان جسدياً.
استقالت كات من منصبها داخل المجلس الوطني للطفولة والأمومة خلال الحرب العالمية الثانية، واعترفت بأن المنظمة لم تمضِ بالطريقة التي خططت لها، حيث لم تضم المنظمة جميع النساء بل فقط النساء من الطبقة المتوسطة من البيض، ولم تعزز قدرات الأعضاء، حيث اكتفت بتعليمهم الشؤون الدولية. 
نظمت كات في عام 1933 لجنة للاحتجاج للنساء غير اليهود ضد اضطهاد اليهود في ألمانيا وكان هذا رداً على صعود أدولف هتلر إلى السلطة، وأرسلت المجموعة خطاب احتجاج وقعته 9000 امرأة غير يهودية أمريكية إلى هتلر في أغسطس 1933، وشجبت أعمال العنف والقوانين التقييدية ضد اليهود الألمان.
ضغطت كات على الحكومة الأمريكية لتخفيف قوانين الهجرة حتى يتمكن اليهود من اللجوء إلى أمريكا بسهولة أكبر، وتكريماً لجهودها أصبحت كات أول امرأة تحصل على الميدالية العبرية الأمريكية. كانت كات مدركة لصيتها، حيث رفضت في عام 1938 التوقيع على رسالة داعمة لهجرة رئيسة الحركة النسائية المجرية أوجينيا ميلر وسارولتا شتاينبرجر إلى الولايات المتحدة. حيث نوّهت على أنها كانت كبيرة في السن وأن الرسالة ستبقى حتى بعد وفاتها.
ساعدت في تنظيم مؤتمر المئوية للنساء في نيويورك في عام 1940 وهو احتفال بالحركة النسائية في الولايات المتحدة، والذي كان الحدث الأخير الذي ساعدت بتنظيمه.

## روابط خارجية
- كاري تشابمان كات على موقع الموسوعة البريطانية (الإنجليزية)